# Yemeri Grove
Yemeri Grove ist ein Ort im Toledo District von Belize. 2010 hatte der Ort 265 Einwohner.

## Name
Der Name des Ortes bezieht sich auf die Baumart Vochysia hondurensis (Vochysia), die in der Region als „Yemeri“ bezeichnet wird (Yemeri-Hain).

## Geografie
Der Ort liegt am Southern Highway in der Nähe der Machaca Forest Station, zwischen Jacintoville im Süden und Dump im Nordwesten.

## Klima
Nach dem Köppen-Geiger-System zeichnet sich durch ein tropisches Klima mit der Kurzbezeichnung Af aus.